# Rift (videogioco)
Rift (precedentemente conosciuto come Rift: Planes of Telara) è un massively multiplayer online role-playing game (MMORPG) di genere fantasy della Trion Worlds. Il gioco è stato pubblicato nel marzo 2011.

## Trama
Il gioco è ambientato nel mondo fantasy di Telara. Spaccature spazio-temporali colpiscono violentemente il mondo e rilasciano incredibili forze che minacciano l'esistenza stessa di Telara. Queste spaccature si chiamano "Rift".
Ogni "frattura" porta con sé nuovi oggetti e orde di mostri da combattere, mentre il mondo di Telara cambia dinamicamente attorno a te.
Il gioco è formato da un sistema di quests e di NPC ma è presente anche un sistema di PVP in cui due o più personaggi si scontrano per aggiudicarsi la vittoria.

## Fazioni
All'inizio del gioco si dovrà creare un nuovo personaggio e scegliere il suo destino nei minimi particolari. Sarà necessario selezionare la fazione di appartenenza (Guardians o Defiants), scegliere la classe di appartenenza (Mage, Cleric, Rougue o Warrior) e la propria razza (Alti Elfi, Bahmi, Eth, Kelari, Mathosian o Nani).

### Guardians[4]
I "Guardians" o "Guardiani" sono paragonati ai "buoni" su Rift e sono i prescelti dalla "Vigil".
La Vigil è un gruppo di cinque Dei che crearono il mondo di Telara.
La loro città santa è Sanctum e i Guardiani si distinguono come sentinelle audaci contro i draghi e i loro culti. L'area di partenza per un Guardiano è Mathosian. Qui faranno le prime quests o missioni e impareranno a combattere e a conoscere il gioco.

### Defiants[6]
I "Defiants" sono paragonabili ai "cattivi" del gioco. A loro non interessa se gli Dei (Vigil) hanno abbandonato il mondo o no. Per loro la vera causa del disastro planare è colpa degli Dei. Infatti, non appena le cose sono andate di male in peggio, gli Dei sono scomparsi immediatamente e inspiegabilmente. I Defiants inoltre adorano macchine e tecnologia.
Per loro, come per i Guardiani, le classi principali sono sempre le stesse quattro, Mage, Cleric, Rougue o Warrior, e anche le razze non cambiano.

## Caratteristiche[7]
- 2 fazioni in guerra tra di loro: Guardiani e Defiant
- 6 razze giocabili: Eth, Mathosiani, Nani, Alti Elfi, Kelari e Bahmi
- 32 classi giocabili divise tra i classici archetipi Guerriero, Mago, Rogue e Chierico
- Un originale sistema di sviluppo del personaggio che consentirà di scegliere fino a 3 classi del medesimo archetipo e mescolarle a proprio piacimento per un totale di più di 200 combinazioni differenti
- 6 Piani dell'esistenza (Fuoco, Terra, Aria, Acqua, Vita, Morte) che interagiscono con il mondo di Telara inviando mostri e lanciando invasioni
- Un universo di gioco dinamico nel quale si susseguono eventi casuali e che si modifica grazie all'intervento dei giocatori
- Diverse tipologie di server tra cui scegliere: PvE, PvP, RP
- Warfronts di diverso livello all'interno dei quali le due fazioni si fronteggiano e combattono
- Un robusto sistema di crafting che consentirà di specializzare il proprio personaggio in 3 professioni contemporaneamente
- Numerose collezioni da intraprendere ed obiettivi da sbloccare e completare per rendere più ricca ed immersiva l'esperienza di gioco
- Decine di dungeon in cui avventurarsi e da potere completare in versione standard o in versione eroica

## Problemi nei Server e notizie varie
Nel maggio 2011, appena due mesi dopo l'uscita del gioco, la Trion Worlds ha dovuto spegnere diversi server dato che i videogiocatori erano diminuiti notevolmente rispetto all'uscita iniziale. La Trion Worlds utilizza per Rift un totale di otto server negli Stati Uniti e dieci in Europa, rispetto ai cinquantotto americani ed i quarantuno europei previsti al lancio del gioco.
Ad agosto 2011 la stessa azienda ha rilevato che circa un milione di giocatori utilizzano il videogioco ed a gennaio 2012 ha guadagnato circa cento milioni di dollari in sottoscrizioni.
Il 31 maggio 2012 è stata lanciata sul mercato Rift: Storm Legion, la prima espansione del videogioco.